# Glyphodes tienmushana
Glyphodes tienmushana is een vlinder uit de familie van de grasmotten (Crambidae), uit de onderfamilie van de Spilomelinae. De wetenschappelijke naam van deze soort is voor het eerst voorgesteld door Aristide Caradja en Edward Meyrick in een publicatie uit 1935.
De soort komt voor in China en is voor het eerst ontdekt in het Tianmugebergte (Chinees: Tiānmù Shān) in de provincie Zhejiang.